# Prostituce v Česku

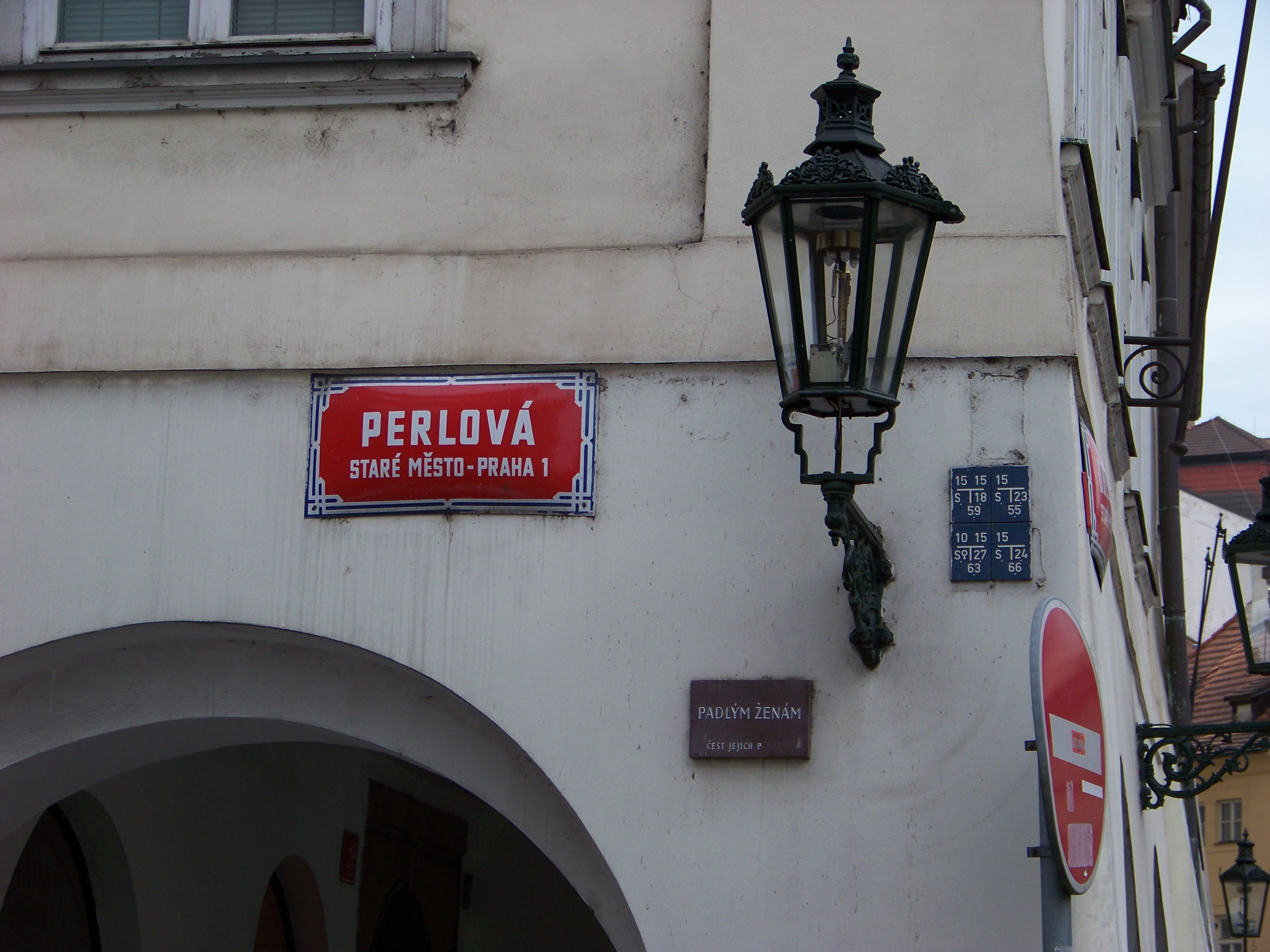
Pamětní deska Padlým ženám v Perlové ulici na pražském Starém Městě, odkazující na tradici prostituce v této ulici, zejména v 90. letech 20. století

Prostituce je v Česku legální, v organizované podobě (nevěstince, řízené prostituční skupiny, kuplířství apod.) je však zakázána. Od Sametové revoluce v roce 1989 a pozdějšího rozpadu Československa roku 1993 je prostituce v Česku široce rozšířená a přispívá svým podílem k prosperujícímu ekonomickému odvětví tuzemského turismu. V roce 2002 odhadl Český statistický úřad obchod na šest miliard korun (217 milionů USD) ročně. UNAIDS odhaduje, že v zemi okolo roku 2016 pracovalo více než 13 tisíc prostitutek.

## Historie

### Středověk a novověk
Prostituce byla v českých zemích, podobně jako v dalších společnostech křesťanské Evropy, vytěsněna na její okraj a spojena s kriminálním prostředím. V Praze od středověku patřila k s prostitucí spojeným místům hospoda Jedová chýše na Karlově. Za vlády Rudolfa II. byval v pražské Vlašské ulici proslulý (neoficiální) nevěstinec U Tří červených růží, jehož majitelem byl císařský komorník.

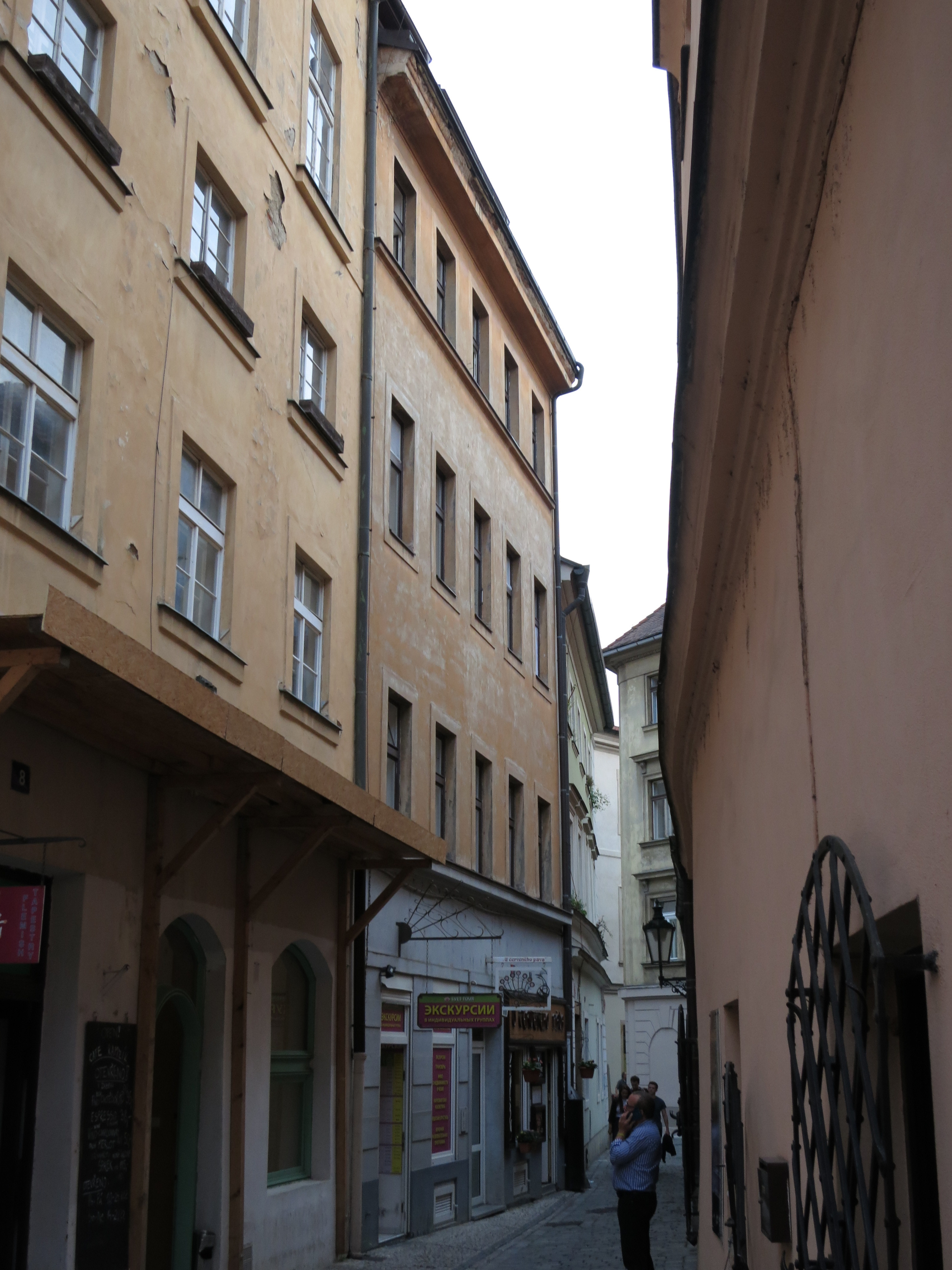
Dům U Červeného páva na Starém Městě v Praze, kde býval proslulý nevěstinec

### 19. století
Roku 1860 uzákonila rakouská vláda podmínku vlastit pro provozování nevěstince koncesi. Roku 1866 fungovalo jen v Praze na 50 registrovaných veřejných domů, roku 1886 jich již bylo evidováno 86. Od téhož roku mj. začal fungovat ve stejnojmenném domě v pražské Kamzíkové ulici luxusní nevěstinec U Červeného páva vlastněný česko-židovským vetešníkem Goldschmidtem, mezi jeho hosty patřili mj. Gustav Mahler, František Ferdinand d’Este, Ota František Josef Habsburský či Otto von Bismarck.

### 20. století
Po vzniku Československa roku 1918 byl v červenci 1922 přijat zákon o potírání pohlavních nemocí, který de facto zrušil legální rámec prostituce a zakázal též existenci nevěstinců. Tyto typy podniků pak následně oficiálně fungovaly jako bary, vinárny či hotely.
Roku 1933 otřásl československým veřejným prostorem případ brutální vraždy Otýlie Vranské, slovenské prostitutky žijící v Praze. Její rozčtvrcené tělo bylo odesláno ve dvou kufrech vlaky do Bratislavy a do Jasiňe na Podkarpatské Rusi. Tento zločin byl pokládán za nejznámější neobjasněnou vraždu v dějinách československé kriminalistiky, k jeho pravděpodobnému objasnění došlo roku 2023.
Ilegální zůstala prostituce též v období komunistického režimu v Československu ve 2. polovině 20. století. K prudkému nárůstu pak došlo po Sametové revoluci v roce 1989 a společenském a ekonomickém uvolnění. Řada prostitučních míst vznikla především v severních a západních Čechách zejména pak v blízkosti hlavních silničních tahů do Rakouska a Německa, a v hlavním městě, které se rychle staly zdrojem mnoha, často zahraničních, zákazníků. S prostitucí byly v 90. letech v Praze spojeny mj. lokality Václavského náměstí či nedalekých ulic Ve Smečkách a Perlové ulice na Starém Městě, známé i díky pouliční prostituci.

### 21. století
Podle českého Ministerstva vnitra se v Česku na počátku 21. století nacházelo přes 860 nevěstinců, z toho 200 v Praze. V České republice existovalo v té době téměř 200 domácích webových stránek pro prostituční služby, oproti 45 v roce 1997, které umožňují sexuálním turistům rezervovat si cestu a schůzky k nákupu sexuálních aktů před odjezdem z domovské destinace. V letech 2005 až 2010 se v Praze nacházel údajně první online nevěstinec na světě, Big Sister, kde mohli zákazníci zdarma zažít pohlavní styk, přičemž akty byly natáčeny kamerami a následně živě vysílány na internetu. Víkendové výlety do Prahy pro některé turisty zahrnují i návštěvy erotických klubů.
Analýza hospitalizačních záznamů ukázala, že míra nákazy syfilitidou vzrostla z 1,6 případů na 100 000 obyvatel v roce 1990 na 13,7 v roce 2001, což představuje osminásobný nárůst.

### Pokus o legalizaci v roce 2005
Prostitutky a prostituti v České republice pracují v zóně tzv. šedé ekonomiky, pololegálním prostředí, což státu ztěžuje kontrolu nemocí, obchodu se sexuálními otroky a prostituce nezletilých. V roce 2005 proběhl legislativní vládní pokus o legalizaci a regulaci prostituce, kdy česká vláda schválila v rámci snahy o omezení prostituce a omezování organizovaného zločinu zákon o pracovním povolení pro sexuální pracovnice a pracovníky a omezení takové živnosti na určité oblasti. V odůvodnění rozhodnutí mj. uvedla, že účinně zcela zakázat prostituci je nereálné. Zákon však potřeboval souhlas parlamentu, který jej následně neschválil.
Plán požadoval, aby si prostitutky zřizovaly licence, podrobovaly se měsíčním zdravotním kontrolám, platily daně a měly zdravotní pojištění. Roční licence by byly vydávány pouze českým občanům a dalším občanům Evropské unie starším 18 let bez záznamu v trestním rejstříku. Bylo by nezákonné provozovat činnost bez licence, neregistrovaní pracovníci by mohli být stíháni a pokutováni. Nabízení sexuálních služeb by pak bylo zakázáno v blízkosti škol, hřišť, kostelů a hřbitovů.
V parlamentu se však návrh zákona nesetkal s podporou a nebyl schválen. Britský policejní inspektor John Mottram, pracující jako poradce české vlády pro organizovaný zločin, uvedl, že Ministerstvo vnitra v Praze nepovažuje prostituci za prioritu. Proti záměru české vlády legalizovat prostituci se tehdy postavila též skupina mezinárodních, převážně konzervativních lidskoprávních aktivistů různých pozicích. 110 signatářů organizací zastupujících miliony členů zaslalo dopis tehdejšímu českému prezidentovi Václavu Klausovi a dalším vládním činitelům, ve kterém je vyzvali k přehodnocení tohoto návrhu.

## Sex trafficking
Česká republika je zdrojovou, tranzitní a cílovou zemí pro ženy a děti převážené v rámci obchodu s lidmi z Ukrajiny, Ruska, Běloruska, Moldavska, Litvy, Rumunska, Bulharska, Slovenska, Číny a Vietnamu do a přes Českou republiku převážně za účelem sexuálního vykořisťování. Tyto osoby jsou pak dále dopravovány zejména do západní Evropy a Spojených států, někdy přes třetí země. K vnitrostátnímu obchodu s lidmi dochází z oblastí s nízkou zaměstnaností do Prahy a regionů sousedících s Německem a Rakouskem. Nejvíce ohroženou skupinou v tomto smyslu bývají etnické Romky, téměř vždy jsou pak prodány příbuznými nebo někým, kdo je jim znám. Existují též nepotvrzené zprávy o romských dětech ve věku 13 let, které se buď samy prodaly, nebo byly prodány jinými za prostituci v Brně, kde zneužívání drog mezi romskými teenagery znepokojivě převládá.
Vláda České republiky nejpozději od počátku 21. století plně dodržovala minimální standardy pro eliminaci obchodu s lidmi. V roce 2004 posílila svou legislativu proti obchodování s lidmi a přeměnila svůj pilotní program pomoci obětem na celostátní vládou financovaný program. Zatímco statistiky vymáhání zákonů se během sledovaného období zlepšily, tresty uložené obchodníkům s lidmi zůstaly nízké. Stejně tak Policie ČR během sledovaného období zvýšila svou kapacitu vyšetřovat a usvědčovat obchodníky s lidmi, ačkoli celkový počet stíhaných případů byl nevelký.
Česká vláda pokračovala ve zlepšování ochrany a pomoci při obchodování s lidmi. V listopadu 2004 byl Model podpory a ochrany obětí obchodování s lidmi rozšířen na stálý, státem financovaný program, který je otevřený všem zahraničním i českým obětem.
V listopadu 2004 vstoupily v platnost novely českého trestního zákoníku, které učinily všechny formy obchodování s lidmi nelegální, včetně pracovního vykořisťování a vnitřního obchodování. Maximální tresty za obchodování s lidmi byly zvýšeny z 12 na 15 let s minimálním trestem dva roky. V roce 2004 české úřady vyšetřovaly 30 osob a 19 stíhaly podle zákonů o obchodování s lidmi. Soudy podle těchto zákonů odsoudily 12 obchodníků s lidmi, což je nárůst z pěti v roce 2003. Z 12 odsouzených dostali tři nepodmíněné tresty odnětí svobody od tří do pěti let a devět podmíněné nebo podmíněné tresty. Policejní vzdělávací osnovy zahrnovaly segmenty o obchodování s lidmi a nové interní webové stránky pro policii poskytovaly informace o povědomí o obchodování s lidmi. Zatímco žádní vládní úředníci nebyli obviněni ani odsouzeni za spoluúčast na obchodování s lidmi, pokračovala obvinění o zapojení jednotlivých příslušníků pohraniční policie, kteří napomáhali nelegálnímu překračování hranic. České orgány činné v trestním řízení provedly v roce 2004 společné vyšetřování proti obchodování s lidmi s policisty z Německa, Slovenska, Rakouska, Polska a Ukrajiny.
Ministerstvo zahraničních věcí pokračovalo v poskytování informací o obchodování s lidmi žadatelům o česká víza z identifikovaných zdrojových zemí obchodování. Kromě Národního akčního plánu proti obchodování s lidmi přijatého v roce 2003 přijala vláda v červenci 2004 plán boje proti komerčnímu sexuálnímu zneužívání dětí.

## Organizace pomáhající prostitutkám
- Rozkoš bez rizika je malá nevládní organizace založená v roce 1992 a financovaná převážně ze státních a obecních příspěvků. Věnuje se diagnostice a prevenci HIV / AIDS a pohlavně přenosných chorob u prostitutek, vzděláváním prostitutek o technikách bezpečného sexu, zdraví a sebeobraně. RR provozuje centra pomoci v Praze a Brně.[5]
- La Strada je malé občanské sdružení působící v oblasti boje proti obchodování s lidmi, založené v roce 1995. Provozuje centrum v Praze a telefonní linku pomoci.
- Projekt šance je malá organizace pomáhající především mladým homosexuálním prostitutkám a prostitutům. Založil ji v roce 1995 László Sümegh. Zaměřuje se na terénní práci se sexuálními pracovníky a provozuje centrum v Praze.
- Dalšími organizacemi poskytujícími obdobné služby jsou mj. Charita ČR (celostátní), PREV Centrum v Chebu (prevence mezi dětmi), KARO / Marita P v Chebu (pomoc prostitutkám) a specializované úřady ve státní službě a policii.

## V umění
Prostředí prostituce na pražském Václavském náměstí v období tzv. československé normalizace paroduje píseň od autorské dvojice Jan Vodňanský a Petr Skoumal Pravidelná denní cesta Otíčkova. Její hlavní postavou je vekslák, pasák a oficiálně invalidní důchodce Otíček, který v různých místech náměstí obchoduje s cizinci s valutami a pánům nabízí služby prostitutek.
O prostředí pražských gay prostitutů natočil polsko-americký režisér Wiktor Grodecki dokumentární filmy Not Angels But Angels (1994) a Body Without Soul (1996). Do stejného prostředí pak Grodecki zasadil své hrané drama Mandragora z roku 1997.
Od roku 2010 je na fasádě domu na rohu pražské Perlové ulice a Uhelného trhu umístěna recesistická pamětní deska s nápisem Padlým ženám, odkazující na tradici dotyčného řemesla v této ulici.